# حروب الطقس البارد

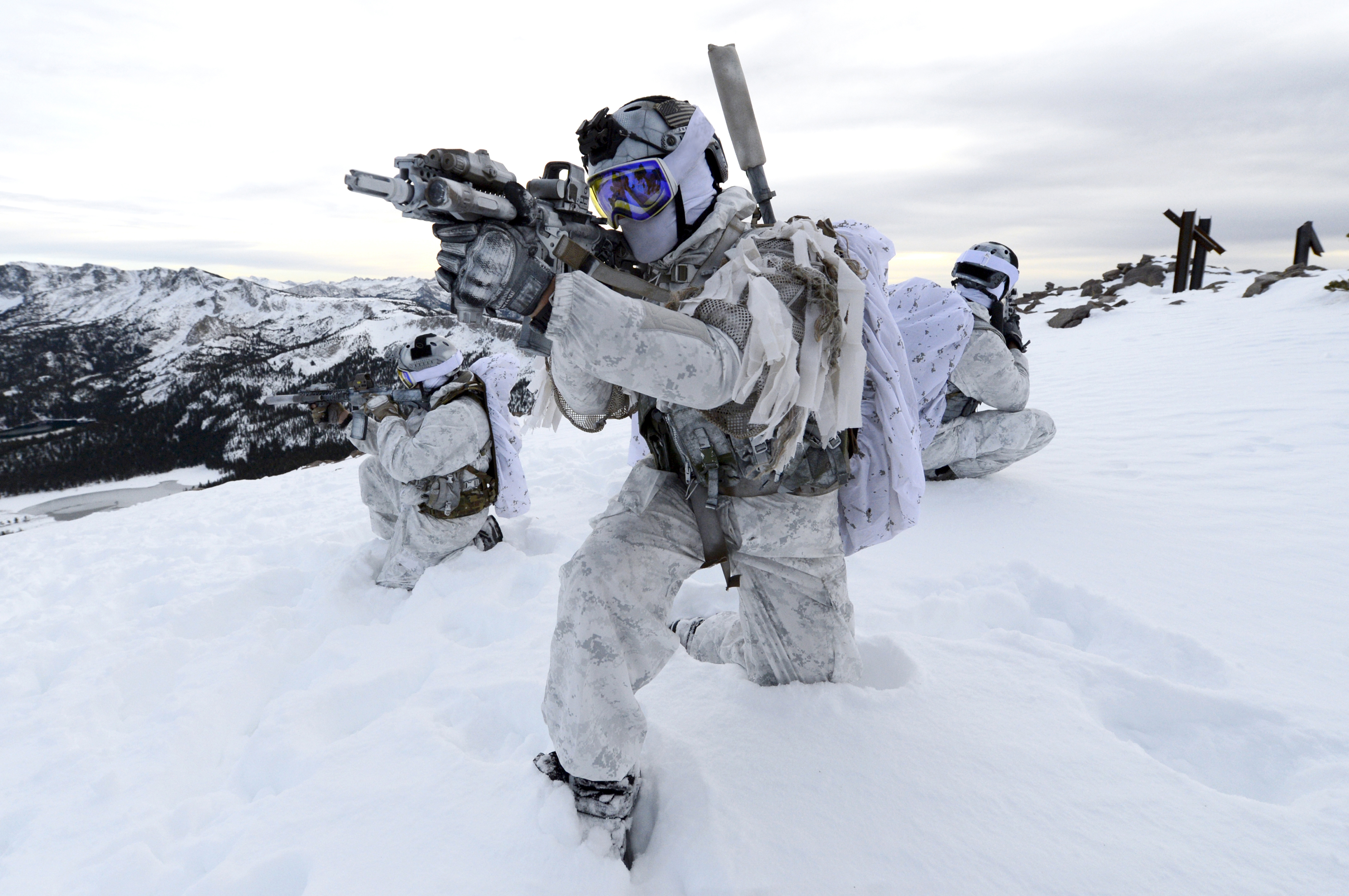

تشمل حرب الطقس البارد، المعروفة أيضا باسم حرب القطب الشمالي أو حرب الشتاء، العمليات العسكرية المتأثرة بالثلج، أو الجليد، أو حالات ذوبان الجليد، أو البرد، سواء كانت على البر أو في البحر. تحدث ظروف الطقس البارد على مدار العام في المناطق التي تقع على ارتفاع عالٍ أو على خطوط العرض العليا، وتحدث في مناطق أخرى بشكل موسمي أثناء فصل الشتاء. تحدث حروب الجبال عادًة في فترات الطقس البارد أو على المناطق المتأثرة بالثلج أو الجليد، مثال جبال الألب والهيمالايا. حدثت معظم هذه العمليات تاريخيًا أثناء فصل الشتاء في نصف الكرة الشمالي. حدث بعضها فوق الدائرة القطبية الشمالية حيث يهطل الثلج، ويتشكل الجليد، ويكون الجو باردًا على مدار العام. كان البرد أو أعقابه -مثل ذوبان الثلوج- يشكلان عاملًا حاسمًا في فشل حملة ما، كما حصل أثناء الغزو الفرنسي لروسيا عام 1812، والغزو السوفيتي لفنلندا عام 1939، والغزو الألماني للاتحاد السوفيتي أثناء الحرب العالمية الثانية.

## التاريخ

### ما قبل القرن التاسع عشر
في عام 1242، خسر فرسان تيوتون معركة الثلج على بحيرة بيبوس ضد نوفوغورد. وفي عام 1520، وقعت معركة بوغيساند بين السويد والدنمارك على جليد بحيرة آسوندن.
خاض السويديون والدنماركيون عدة حروب خلال القرنين السادس والسابع عشر. وبما أن الجزر تشغل قسمًا كبيرًا من الدنمارك، فقد كانت عصية على الغزو، لكن في شهر يناير من عام 1658، تجمدت معظم المياه الدنماركية. قاد ملك السويد، كارل العاشر غوستاف، جيشه عبر جليد المضيقين (الحزام الصغير والحزام الكبير) لمحاصرة كوبنهاغن. انتهت الحرب بتوقيع معاهدة روسكلايد، وهي معاهدة ملائمة جدًا للسويديين.
أثناء حرب الشمال العظيمة، شد ملك السويد، كارل السابع، الرحال لغزو موسكو، ولكنه هُزم في النهاية في معركة بولتافا بعد ان أضعفه الطقس البارد وسياسة الأرض المحروقة. عانى السويديون من عدد أكبر من الإصابات في الحرب نفسها لأن كارل غوستاف أرمفيلد حاول غزو تورندهايم ومعه 6000 رجل. مات 3000 منهم بسبب تعرضهم للثلج أثناء مسير كارولين المميت.

### القرن العشرين
استخدم الجيش الفنلندي قوات مزودة بمعدات تزلج أثناء حرب الشتاء والحرب العالمية الثانية، إذ واجهت القوات السوفيتية المسيطرة صعوبة في محاربة الجنود المتحركين المزودين بمعدات للتزلج.
في عملية بارباروسا عام 1941، توجب على الجنود الروس والألمان تحمل ظروف قاسية أثناء الشتاء الروسي. شهدت الهجمة الألمانية الفنلندية المشتركة ضد مورمانسك (عملية الثعلب الفضي) عام 1941 قتالًا عنيفًا في القطب الشمالي. لاحقًا، أخرج هجوم بتسانو-شيركنيس بقيادة الجيش الأحمر ضد قوات الفيرماخت عام 1944 في شمال فنلندا والنروج القوات الألمانية منها. في أواخر عام 1944، انقلبت فنلندا على شريكها الحربي السابق، النازية الألمانية، تحت ضغط الاتحاد السوفيتي وضغطت على ألمانيا للانسحاب في حرب لابي التي حدثت بعد ذلك. وبينما كان استخدام معدات التزلج شائعًا لدى الجيش الأحمر، شكلت ألمانيا كتيبة واحدة فقط تستخدم الزلاجات. منذ شهر يونيو عام 1942 وحتى أغسطس من عام 1943، حاربت الولايات المتحدة وكندا اليابانيين في حملة جزر ألوتيان في إقليم ألاسكا.
كانت معركة تشوزين ريزيرفوير (بالإنجليزية: Chosin Reservoir) مثالًا بحتًا عن العمليات العسكرية المتأثرة بالبرد في الحرب الكورية. حدثت العديد من الإصابات الناجمة عن البرد بالإضافة إلى خلل في المعدات (المركبات والأسلحة).
نزاع سياشين هو نزاع عسكري بين الهند وباكستان حول منطقة نهر سياشين الجليدي في كشمير التي تُعتبر موضع خلاف. بدأ النزاع عام 1984 بعملية ميغدوت الهندية الناجحة التي سيطرت الهند فيها على كل منطقة نهر سياشين الجليدي. دخل وقف إطلاق النار حيز التنفيذ عام 2003.